# جوجه تیغی (فیلم ۱۳۹۹)
جوجه تیغی فیلمی به کارگردانی و تهیه‌کنندگی مستانه مهاجر و نویسندگی مصطفی زندی و سجاد پهلوان‌زاده محصول سال ۱۴۰۰ است. که در تاریخ ۲۴ آبان ۱۴۰۲ در سینما به نمایش در آمد.

## خلاصه داستان
«جوجه تیغی» ماجرایی طنز از زندگی ناخواسته یک جوان متعصب را روایت می‌کند که پیشنهادی عجیب، گذشته و آینده او را تحت تأثیر قرار می‌دهد…

## بازیگران
- پژمان بازغی
- حامد کمیلی
- پانته آ پناهی ها
- نازنین بیاتی
- آناهیتا درگاهی
- هادی کاظمی
- هومن برق نورد
- نگار فروزنده
- امید روحانی
- مهراب قاسم خانی
- هادی عطایی
- مهتاب ثروتی
- آیدا ماهیانی
- صحرا اسدالهی
- آرزو نبوت
- نوشین تبریزی